# Solenopsis monticola
Solenopsis monticola är en myrart som beskrevs av Bernard 1950. Solenopsis monticola ingår i släktet eldmyror, och familjen myror. Inga underarter finns listade i Catalogue of Life.